# Rockwood (Michigan)
Rockwood ist eine City im Wayne County im US-Bundesstaat Michigan. Das U.S. Census Bureau hat bei der Volkszählung 2020 eine Einwohnerzahl von 3.240 ermittelt.

## Geographie
Nach den Angaben des United States Census Bureaus hat Rockwood eine Fläche von 7,0 km², alles davon entfällt auf Land. Rockwood liegt nördlich des Huron River, der von Nordwesten nach Südosten mäandrierende die südwestliche Stadtgrenze und gleichzeitig die Grenze zum Monroe County bildet. Entwässert wird das Stadtgebiet jedoch auch durch den Silver Creek sowie den Smith Creek.
Durch das Stadtgebiet führt die Interstate 75, die heute zur Canadian National Railway gehörende Detroit and Toledo Shore Line Railroad und parallel dazu eine Trasse von Conrail.

## National Register of Historic Places
- Detroit River Light Station liegt im Eriesee und ist vom National Register Rockwood zugeschlagen.

## Demografische Daten
Zum Zeitpunkt des United States Census 2000 bewohnten Rockwood 3442 Personen. Die Bevölkerungsdichte betrug 492,2 Personen pro km². Es gab 1353 Wohneinheiten, durchschnittlich 193,5 pro km². Die Bevölkerung Rockwoods bestand zu 95,64 % aus Weißen, 0,64 % Schwarzen oder African American, 0,99 % Native American, 0,61 % Asian, 0 % Pacific Islander, 0,96 % gaben an, anderen Rassen anzugehören und 1,16 % nannten zwei oder mehr Rassen. 2,53 % der Bevölkerung erklärten, Hispanos oder Latinos jeglicher Rasse zu sein.
Die Bewohner Rockwoods verteilten sich auf 1318 Haushalte, von denen in 33,4 % Kinder unter 18 Jahren lebten. 55,8 % der Haushalte stellten Verheiratete, 10,2 % hatten einen weiblichen Haushaltsvorstand ohne Ehemann und 29,5 % bildeten keine Familien. 24,2 % der Haushalte bestanden aus Einzelpersonen und in 8,2 % aller Haushalte lebte jemand im Alter von 65 Jahren oder mehr alleine. Die durchschnittliche Haushaltsgröße betrug 2,60 und die durchschnittliche Familiengröße 3,10 Personen.
Die Bevölkerung verteilte sich auf 24,7 % Minderjährige, 9,6 % 18–24-Jährige, 30,1 % 25–44-Jährige, 26,2 % 45–64-Jährige und 9,4 % im Alter von 65 Jahren oder mehr. Das Durchschnittsalter betrug 36 Jahre. Auf jeweils 100 Frauen entfielen 103,4 Männer. Bei den über 18-Jährigen entfielen auf 100 Frauen 101,2 Männer.
Das mittlere Haushaltseinkommen in Rockwood betrug 55.987 US-Dollar und das mittlere Familieneinkommen erreichte die Höhe von 59.677 US-Dollar. Das Durchschnittseinkommen der Männer betrug 51.977 US-Dollar, gegenüber 30.684 US-Dollar bei den Frauen. Das Pro-Kopf-Einkommen belief sich auf 23.563 US-Dollar. 4,0 % der Bevölkerung und 2,3 % der Familien hatten ein Einkommen unterhalb der Armutsgrenze, davon waren 3,7 % der Minderjährigen und 0 % der Altersgruppe 65 Jahre und mehr betroffen.